# Nowakowskiella multispora
Nowakowskiella multispora är en svampart som beskrevs av Karling 1964. Nowakowskiella multispora ingår i släktet Nowakowskiella och familjen Cladochytriaceae.   Inga underarter finns listade i Catalogue of Life.